# Associació de Futbol d'Oman

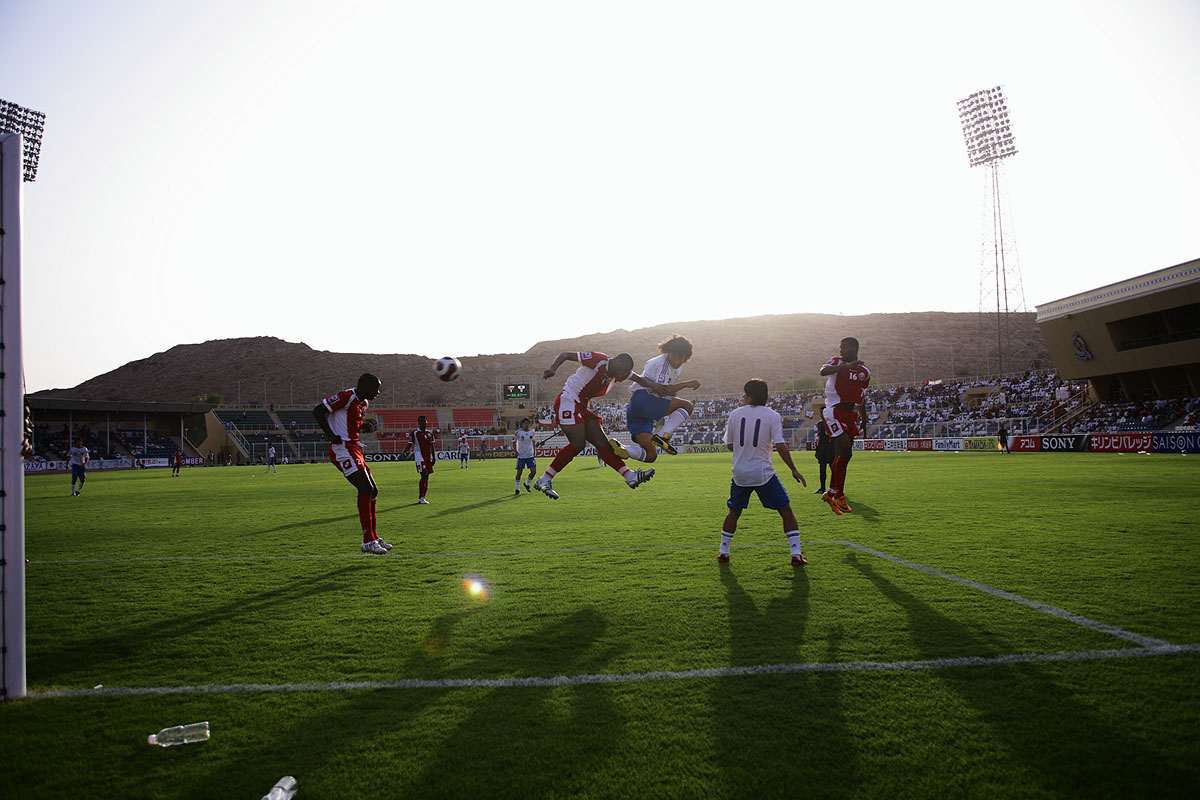
Oman vs Japó el 2010.

L'Associació de Futbol d'Oman (en àrab الاتحاد العُماني لكرة القدم. al-Ittiḥād al-ʿUmānī li-Kurat al-Qadam, «Unió Omanita de Futbol») és la institució que regeix el futbol a Oman. Agrupa tots els clubs de futbol del país i es fa càrrec de l'organització de la Lliga omanita de futbol i la Copa. També és titular de la Selecció de futbol d'Oman absoluta i les de les altres categories.
- Afiliació a la FIFA: 1978
- Afiliació a l'AFC: 1980[4]
- Afiliació a la UAFA: 1978
- Afiliació a la WAFF: 2010
- Afiliació a l'AGCFF: 2016